# Albatroz-real-do-norte
Albatroz-real-do-norte ou albatroz-real-setentrional (Diomedea sanfordi) é uma ave procelariforme pertencente à família Diomedeidae (albatrozes).
Os adultos distinguem-se do albatroz-real-meridional e do albatroz-errante por apresentarem a combinação única de dorso branco com a face superior das asas totalmente negras. Os juvenis deixam o ninho com plumagem muito similar à dos adultos, mas a diferença reside num número variável de penas escuras no dorso que produzem um efeito manchado e algumas penas escuras no alto da cabeça. O albatroz-real-do norte apresenta as narinas bulbosas e a borda da maxila negra tal como o albatroz-real-meridional.
A época de reprodução começa com a chegada destas aves às colônias de reprodução em setembro. As posturas ocorrem entre o final de outubro e meados de novembro e são seguidas pela incubação de um ovo que dura em média 79 dias. O juvenil deixa o ninho após cerca de 32 a 38 semanas. A reprodução dos albatrozes-real-do-norte começa entre os 6 e 11 anos de idade. Estas aves podem viver até aos 61 anos. A espécie nidifica apenas em três ilhotas do grupo das Ilhas Chatam (Motuhara, Big Sister e Little Sister) e em Taiaroa Head na Nova Zelândia. Após o período de reprodução, as aves voam para leste até a costa do Chile e Peru, sendo observadas sobre a plataforma continental, onde se alimentam e realizam a muda. Daquele lugar as aves contornam o Cabo Horn e são encontradas sobre a plataforma continental da Argentina (incluindo as Malvinas) e sul do Brasil, que parecem ser importantes áreas de alimentação. As aves migram através do Atlântico passando pela costa sul-africana e dali pelo oceano austral, retornando às áreas de nidificação.
A dieta destas aves varia de população para população, mas é essencialmente constituída por cefalópodes e peixes.
A população das ilhas Chatham (99% da população global) é estimada em 6 500-7 000 pares, e 27 casais estavam presentes em Taiaroa Head em 1995, incluindo cinco híbridos. A espécie é considerada globalmente em perigo e está listada no Apêndice II da Convenção de Espécies Migratórias (CMS).
1. ↑  «Diomedeidae». Aves do Mundo. 26 de dezembro de 2021. Consultado em 5 de abril de 2024
2. ↑  Paixão, Paulo (Verão de 2021). «Os Nomes Portugueses das Aves de Todo o Mundo» (PDF) 2.ª ed. A Folha — Boletim da língua portuguesa nas instituições europeias. ISSN 1830-7809. Consultado em 5 de abril de 2024. Cópia arquivada (PDF) em 23 de abril de 2022